# San Vitale Baganza
San Vitale Baganza è una frazione del comune di Sala Baganza, in provincia di Parma.
La località dista 6,38 km dal capoluogo.

## Geografia fisica
San Vitale Baganza sorge alla quota di 269 m s.l.m., sulla riva sinistra del torrente Baganza, ai piedi del Monte Palero.

## Storia
La prima testimonianza dell'esistenza di un centro abitato nella zona di San Vitale Baganza risale all'epoca bizantina, quando fu edificato un nucleo fortificato difensivo sul Monte Palero.
Il borgo di San Vitale fu fondato in epoca medievale lungo una diramazione del ramo della via Francigena che attraversava la vicina località di Talignano; il passaggio di numerosi pellegrini diretti a Roma comportò la costruzione di una pieve, menzionata nel 1005 nell'Ordo Archipresbiterorum Plebium, voluto dal vescovo di Parma Sigifredo II.
Il piccolo centro abitato fu citato il 23 agosto 1094 in un testamento, riguardante alcuni terreni posti nei dintorni.
Nel 1142 il borgo, la chiesa e il castello risultavano appartenere all'abbazia di San Giovanni Evangelista di Parma; nel 1144 il papa Lucio II confermò all'abate del monastero i diritti su tutti i beni posseduti, tra cui il "castrum Sancti Vitalis cum ecclesia et curte".
Mentre a Monte Palero i marchesi Pallavicino edificarono un maniero nel 1196, a San Vitale la giurisdizione sul castello passò dapprima al Comune di Parma e poi ai Rossi, feudatari anche di Neviano.
Nel 1405, in seguito alla conquista del castello rossiano di Pariano da parte di Giacomo e Ottobuono de' Terzi, il vescovo Giacomo de' Rossi occupò con le sue truppe Monte Palero, ove fece ricostruire la distrutta fortificazione difensiva, detta "Castel Palerio". Tuttavia, successivamente i Pallavicino rientrarono in possesso del feudo, nonostante una parentesi di alcuni anni in cui ne detenne i diritti Niccolò Piccinino.
A San Vitale, invece, i conti Rossi del ramo di San Vitale ampliarono il castello nella seconda metà del XV secolo e, non partecipando alla disastrosa guerra dei Rossi del 1482, salvaguardarono il maniero da attacchi e distruzioni. Secondo alcune ipotesi, confutate da vari storici, in seguito sarebbero subentrati i Sanvitale; i conti di Sala Baganza avrebbero mantenuto il possesso del maniero fino al 1612, quando Girolamo e la madre Barbara Sanseverino, insieme a numerosi altri nobili, furono arrestati e giustiziati con l'accusa di aver partecipato alla presunta congiura dei feudatari ai danni del duca di Parma Ranuccio I Farnese, che confiscò tutti i loro beni.
In epoca imprecisata Monte Palero fu assorbito dalla Camera ducale di Parma e nel 1631 fu assegnato con la vicina Neviano dapprima al marchese Marcello Prati e successivamente ai conti Bondani.
Nel 1652 il duca Ranuccio II Farnese investì Giovanni Battista Gaddi della contea di San Vitale con Limido.
Nel 1782 il conte Gian Battista Carpintero, già segretario di Stato del duca Filippo di Borbone, acquistò numerose terre tra San Vitale, Monte Palero e Castellaro; nel 1791 il duca Ferdinando gli assegnò i feudi di San Vitale e Castellaro.
Nel 1805 entrò in vigore nel territorio del ducato di Parma e Piacenza il Codice napoleonico, che comportò l'abolizione di tutti i diritti feudali.
Negli anni successivi, San Vitale e Monte Palero furono aggregati al neocostituito comune (o mairie) di Sala.

## Monumenti e luoghi d'interesse

### Architetture religiose

#### Chiesa di San Vitale

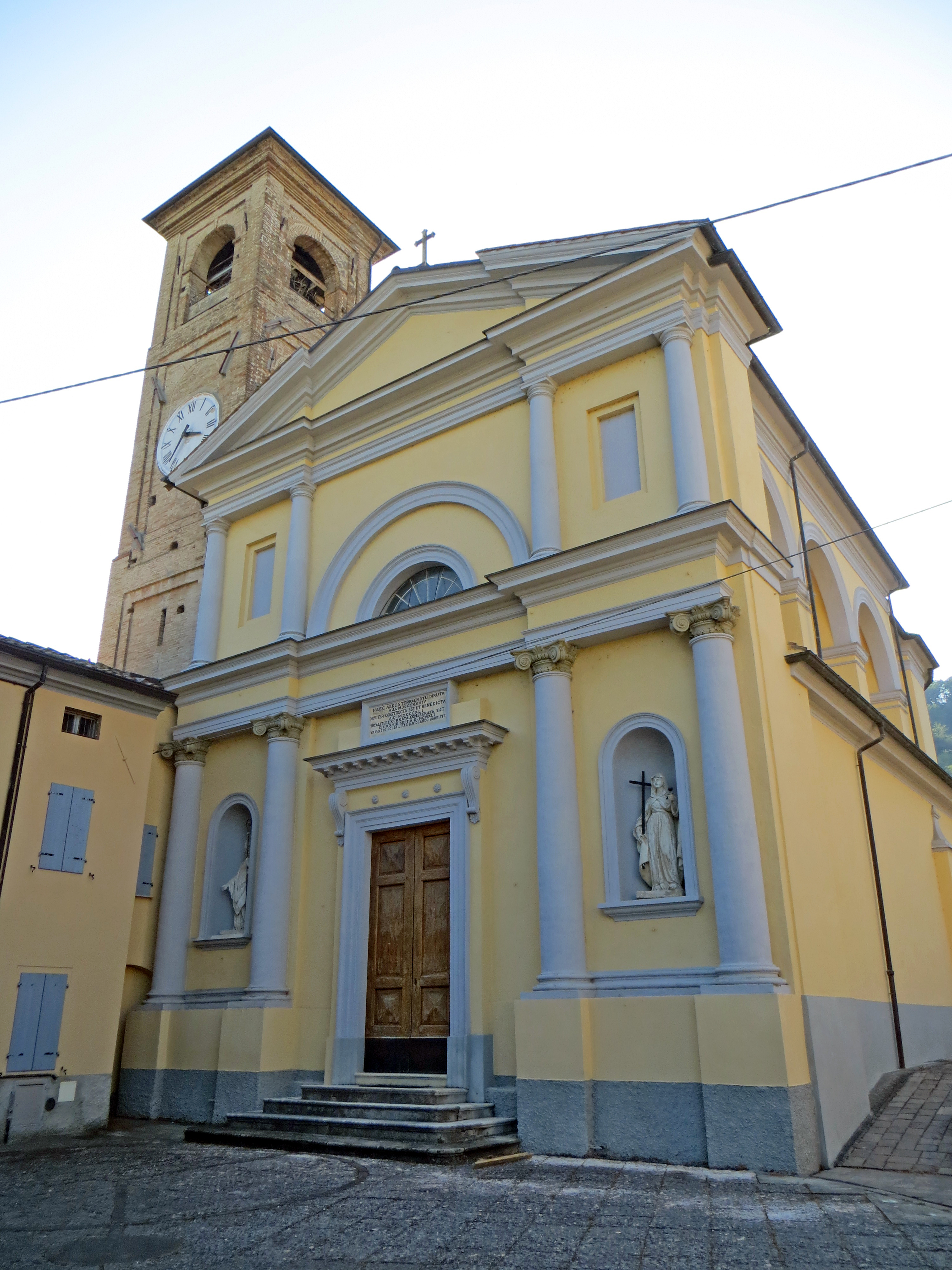
Chiesa di San Vitale

Menzionata per la prima volta nel 1005, la pieve romanica, all'epoca appartenente all'abbazia di San Giovanni Evangelista di Parma, nel XIV secolo fu arricchita del campanile, ricostruito nel 1597 e sopraelevato nel 1737; gravemente danneggiata nel 1834 da una violenta scossa tellurica, la chiesa fu interamente riedificata in stile neoclassico tra il 1835 e il 1841 su disegno dell'architetto Lorenzo Raschi, conservando solo la torre campanaria settecentesca; completata nel 1868 con la facciata progettata dall'architetto Luigi Bianchi, fu restaurata nel 1941; lesionata nel 2008 da un nuovo terremoto, fu ristrutturata nel 2012. Il luogo di culto, sviluppato su una pianta a navata unica affiancata da quattro cappelle per lato, presenta una facciata elevata su un doppio ordine di semicolonne e decorata con due nicchie contenenti altrettante statue realizzate dallo scultore Agostino Ferrarini nel 1885; all'interno il tempio conserva varie opere di pregio, tra cui alcuni dipinti di Giuseppe Peroni e Clemente Ruta.

#### Oratorio dei Santi Filippo e Giacomo

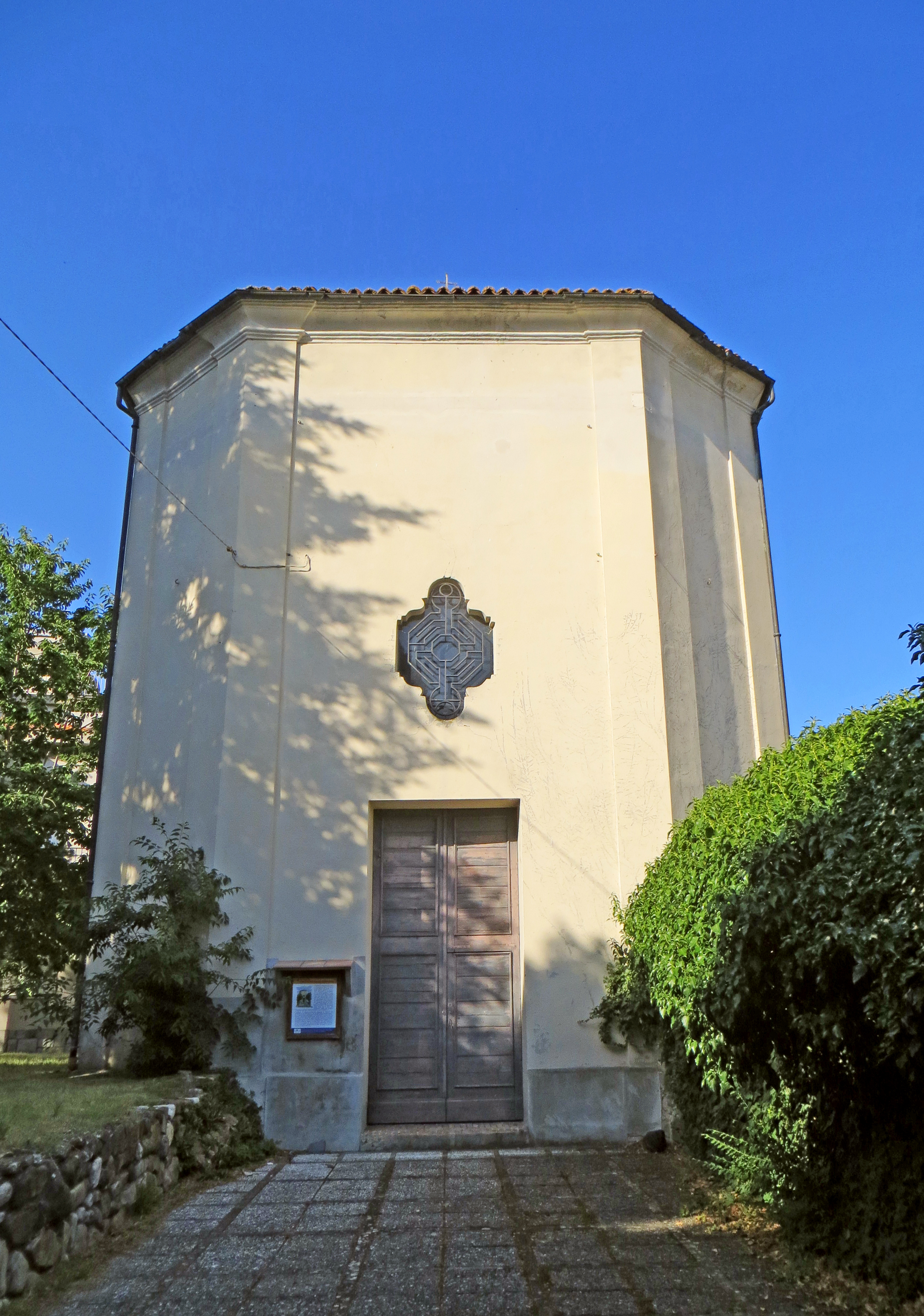
Oratorio dei Santi Filippo e Giacomo

Edificato nel 1717 dai fratelli Adorni quale cappella privata dell'adiacente villa coeva, l'edificio barocco fu sconsacrato nel XIX secolo per volere dei nuovi proprietari Carpintero e riaperto al culto quale oratorio sussidiario della vicina chiesa di San Vitale nel 1982, in seguito al suo completo restauro; danneggiato dal sisma del dicembre 2008, fu successivamente ristrutturato. L'edificio, sviluppato su una pianta centrale ottagonale, presenta una semplice facciata col portale d'ingresso sormontato da una monofora polilobata e lesene sugli spigoli; all'interno era originariamente conservata una pala dipinta da Giuseppe Peroni e successivamente traslata nell'abbazia di San Giovanni Evangelista di Parma.

#### Maestà di San Vitale
Costruita nella prima metà del XVIII secolo per volere della famiglia Adorni, la maestà barocca fu decorata nel 1745 dal pittore Giuseppe Peroni, che vi dipinse ad affresco la Madonna col Bambino, san Francesco di Paola e cherubi; col tempo parzialmente danneggiata, fu restaurata intorno al 2000. L'ampia edicola è affiancata da due colonne coronate da capitelli dorici, a sostegno del frontone curvilineo spezzato di coronamento.

### Architetture militari

#### Castello

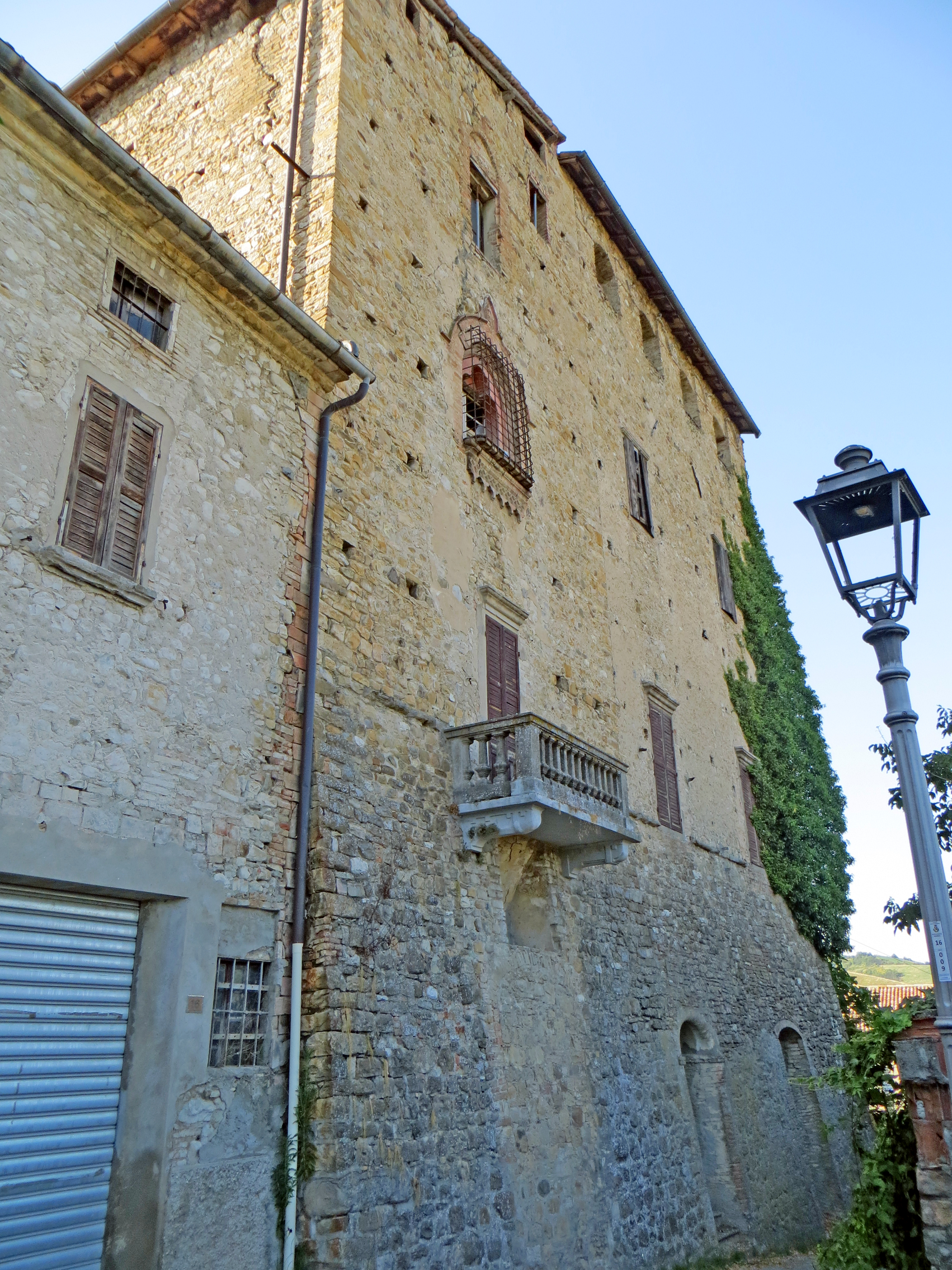
Castello

Costruito in epoca imprecisata accanto alla pieve di San Vitale, il castello, appartenente nel 1142 all'abbazia di San Giovanni Evangelista di Parma, passò in seguito dapprima al Comune di Parma e poi ai Rossi; ampliato nella seconda metà del XV secolo, fu risparmiato da scontri e distruzioni grazie alla neutralità del ramo di San Vitale dei conti Rossi; successivamente acquisito secondo alcuni storici dai Sanvitale, sarebbe loro appartenuto fino alla confisca nel 1612 da parte della Camera Ducale di Parma; assegnato nel 1652 al conte Giovanni Battista Gaddi, nel 1791 fu conferito al conte Gian Battista Carpintero; ereditato nel 1879 da Annibale Douglas Scotti, fu in seguito rivenduto a vari proprietari; danneggiato da un sisma nel 2008, fu in parte dichiarato inagibile. Il maniero, sviluppato su una pianta a L, conserva dell'edificio medievale la torre sud-est e il mastio, cui sono addossati due corpi di fabbrica quattrocenteschi; di pregio risultano alcune finestre trilobate con cornici in cotto ad arco ogivale, risalenti al XV secolo, oltre a un piccolo affresco seicentesco raffigurante la Madonna.

#### Castello di Monte Palero
Costruito a Monte Palero nel 1196 dai Pallavicino sui resti di un fortilizio bizantino, il castello fu espugnato nel 1267 dalle truppe guelfe del Comune di Parma e raso al suolo; riassegnato successivamente ai Marchesi, il feudo fu conquistato nel 1405 dal vescovo Giacomo de' Rossi, che fece ricostruire sugli antichi ruderi una fortificazione difensiva, detta "Castel Palerio", che tuttavia fu abbandonata dopo pochi anni, quando i Rossi furono costretti a restituirla ai Pallavicino; assorbito dalla Camera ducale di Parma, il maniero fu assegnato nel 1631 al marchese Marcello Prati e successivamente ai conti Bondani, che lo mantennero fino all'abolizione dei diritti feudali del 1805; sprofondato già all'epoca in profondo degrado, si ridusse a pochi ruderi, sui quali tra la fine del XIX secolo e gli inizi del XX furono costruiti alcuni edifici a uso residenziale e agricolo, modificati dopo il 1970.

#### Torre dei Boriani
Edificata sul monte Bastia dai Pallavicino quale avamposto difensivo del castello di Monte Palero, la casaforte, nota anche come Torre del Boriano, fu acquistata nel XVII secolo dai Boriani, di origine piacentina; sviluppata su tre livelli, la grande e articolata struttura in pietra sorge ai margini del parco naturale regionale dei Boschi di Carrega ed è affiancata da una cappella neoclassica dedicata all'Immacolata, voluta nel 1802 dai Boschi, nel frattempo subentrati ai precedenti proprietari; seppur in parte degradata, fu in seguito adibita a residenza privata estiva.

### Architetture civili

#### Casa dell'Opera
Edificata in adiacenza al castello tra il XIII e il XIV secolo, la "Casa dell'Opera" fu in seguito modificata in più parti; già casa Merlini, fu acquisita in epoca imprecisata dalla parrocchia di San Vitale; danneggiata dal terremoto del 2008, fu dichiarata inagibile. La struttura, realizzata in pietra, conserva alcune aperture quattrocentesche, tra cui un'ampia finestra sul cortile delimitata da una cornice ad arco ogivale in cotto.

#### Villa Carpintero

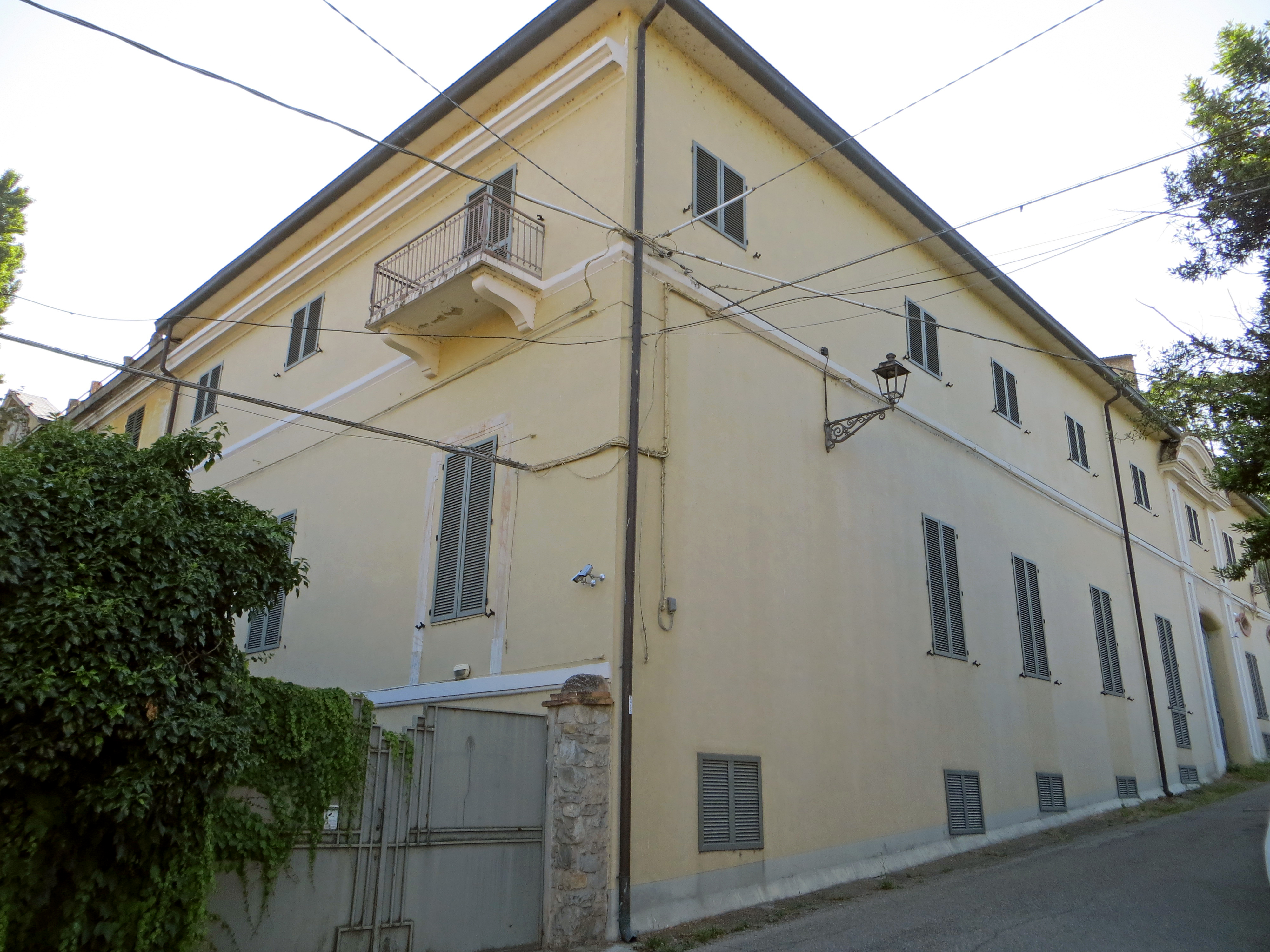
Villa Carpintero

Costruita agli inizi del XVIII secolo dalla famiglia Adorni unitamente al vicino oratorio dei Santi Filippo e Giacomo, la villa fu acquistata nel 1782 dal conte Gian Battista Carpintero, che la fece ricostruire in stile neoclassico a partire dal 1788; ereditata nel 1879 dal marchese Annibale Douglas Scotti, fu negli anni seguenti alienata al barone Enrico Del Campo, il cui figlio Annibale la rivendette alla famiglia Serventi, indi a Gustavo Rossi; acquistata intorno alla metà del XX secolo dalla famiglia Luppi, fu trasformata in salumificio, sopraelevando le ali sud e nord e modificando gli interni; restaurata a partire dal 2000 con la demolizione delle superfetazioni dell'ala nord e il restauro di tale porzione, rimase in stato di abbandono nell'ala sud. L'edificio, sviluppato su una pianta a L, si erge su tre livelli scanditi da fasce marcapiano; la lunga facciata affacciata verso il torrente Baganza, rimasta asimmetrica a causa della sopraelevazione dell'ala sud, è tripartita dal leggero avancorpo centrale; nel mezzo il portale d'ingresso, raggiungibile attraverso uno scalone a due rampe contrapposte, è sormontato dal balconcino del primo piano; a coronamento si staglia un ampio frontone centrale con cornice in aggetto, contenente un grande altorilievo raffigurante lo stemma dei baroni Del Campo. Il prospetto nord sulla strada presenta un ampio portale d'accesso, affiancato da due lesene a sostegno di un frontone sommitale curvilineo. All'interno i numerosi ambienti non conservano tracce delle antiche decorazioni.

## Infrastrutture e trasporti
San Vitale Baganza è unita al capoluogo dalla rettilinea via di San Vitale, realizzata nel 1871 nell'alveo del torrente Baganza.
Il centro abitato è inolte collegato con Poggio di Sant'Ilario Baganza, frazione di Felino posta sulla sponda destra del corso d'acqua, attraverso una passerella pedonale denominata "La Ponticella" della lunghezza di 334 m, costruita tra il 1914 e il 1922 e ristrutturata nel 2020 su finanziamento dei due Comuni e della protezione civile.